# Komariwka (obwód chmielnicki)
Komariwka (ukr. Комарівка, pol. Komarówka) – wieś na Ukrainie, w obwodzie chmielnickim, w rejonie sławuckim.
W 2001 roku liczyła 266 mieszkańców.